# Ancistrocerus zairensis
Ancistrocerus zairensis är en stekelart som beskrevs av Joseph Charles Bequaert.
Ancistrocerus zairensis ingår i släktet murargetingar och familjen Eumenidae. Utöver nominatformen finns också underarten Ancistrocerus zairensis ferrugineopetiolatus.